# Fortresscraft
A Fortresscraft egy Minecraft stílusú videójáték, amit a brit Projector Games adott ki Xbox 360-ra 2011-ben. A játéknak, hasonlóan a Minecrafthoz, nincs valós célja, csupán annyi, hogy a játékos(ok) építsének dolgokat az általuk kreált világokban, illetve megosszák azokat a barátaikkal. 2011 augusztusa szerint a játékból 400 823 példányt adtak el, ami ezt a játékot tette az akkori legeladottabb Xbox 360-as játékává.